# Włosiakowate
Włosiakowate (Cistugidae) – opisana w 2010 roku na podstawie badań molekularnych i analizy filogenetycznej monotypowa rodzina ssaków z podrzędu mroczkokształtnych (Vespertilioniformes) w rzędzie nietoperzy (Chiroptera).

## Rozmieszczenie geograficzne
Rodzina obejmuje gatunki występujące w Afryce.

## Morfologia
Długość ciała (bez ogona) 40–55 mm, długość ogona 32–45 mm, długość ucha 10–14 mm, długość tylnej stopy 5–8 mm, długość przedramienia 30,1–38,4 mm, długość piszczeli 12,2–15 mm, rozpiętość skrzydeł 200–250 mm; masa ciała 2,5–7,9 g.

## Systematyka
Rodzaj Cistugo zdefiniował w 1912 roku angielski zoolog Oldfield Thomas w artykule zatytułowanym Nowy gatunek nietoperza mroczkokształtnego z Angoli, opublikowanym w czasopiśmie „The Annals and magazine of natural history”. Gatunkiem typowym jest (oryginalne oznaczenie) włosiak angolski (C. seabrae).

### Etymologia
Cistugo: etymologia niejasna, Thomas nie wyjaśnił znaczenia nazwy rodzajowej, być może od gr. κιστη kistē ‘kosz, pudło’; końcówka ugo (analogicznie jak w Vesperugo).

### Podział systematyczny
Do rodziny należy rodzaj włosiak (Cistugo) z dwoma gatunkami:
| Grafika | Gatunek          | Autor i rok opisu | Nazwa zwyczajowa    | Podgatunki         | Rozmieszczenie geograficzne | Podstawowe wymiary                                         | Status IUCN |
| ------- | ---------------- | ----------------- | ------------------- | ------------------ | --- | ---------------------------------------------------------- | ----------- |
|         | Cistugo seabrae  | O. Thomas, 1912   | włosiak angolski    | gatunek monotypowy | rozproszony na północno-zachodnim wybrzeżu Angoli, zachodniej Namibii i Południowej Afryki (północna Prowincja Przylądkowa Północna); zakres wysokości: poniżej 1000 m n.p.m. | DC: 4–5,4 cm DO: 3,2–4 cm DP: 3–3,5 cm MC: 2,5–4,2 g       | LC          |
|         | Cistugo lesueuri | A. Roberts, 1919  | włosiak przylądkowy | gatunek monotypowy | rozproszony w Południowej Afryce i Lesotho; zakres wysokości: 1500–2420 m n.p.m.                                                                                              | DC: 4,4–5,5 cm DO: 4,3–4,5 cm DP: 3,3–3,8 cm MC: 5,5–7,9 g | LC          |

Kategorie IUCN:  LC  – gatunek najmniejszej troski.